# Euexorista obumbrata
Euexorista obumbrata är en tvåvingeart som först beskrevs av Pandelle 1896.  Euexorista obumbrata ingår i släktet Euexorista och familjen parasitflugor. Inga underarter finns listade i Catalogue of Life.